# 疒部
疒部（だくぶ）は、漢字を部首により分類したグループの一つ。
康熙字典214部首では104番目に置かれる（5画の10番目、午集の10番目）。

## 概要

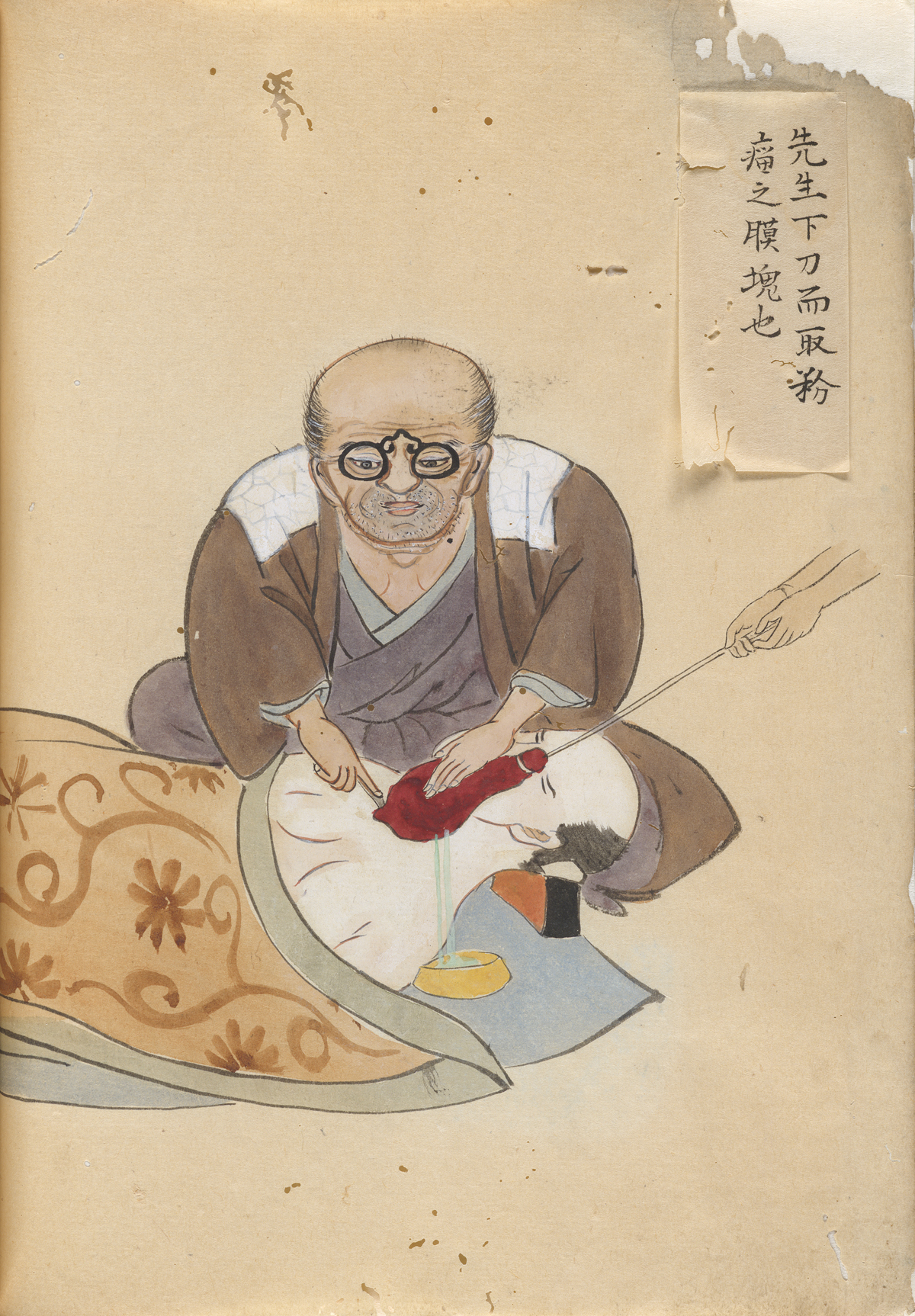
華岡青洲『竒疾外療図卷　完』

疒部には「疒」を筆画の一部として持つ漢字を分類している。
単独の「疒」字は人が病床に伏すさまを象る象形文字で、疾病の「疾」の原字である。「疒」は意符としては疾病に関する文字に含まれる。楷書では左から下にかかる垂れの位置に置かれ、半包囲構造を形成する。

## 字体のデザイン差
「亠」同様、印刷書体（明朝体）における「疒」字の1画目には地域による差異がある。『康熙字典』はこれを短い縦棒とし、日本・韓国はこれに従う。一方、中国の新字形・台湾の国字標準字体・香港の常用字字形表ではこれを点画としている（「疒」と表記）。

## 部首の通称
- 日本：やまいだれ（病垂れ）
- 中国：病字頭
- 韓国：병질엄부（byeongjil eom bu、病疾の垂れの部）
- 英米：Radical sickness

## 部首字
疒
- 中古音
  - 広韻 - 尼戹切、麦韻、入声
  - 詩韻 - 陌韻、入声
  - 三十六字母 - 娘母
- 現代音
  - 普通話 - ピンイン：nè 注音：ㄋㄜˋ ウェード式：ne4
  - 広東語 - Jyutping: イェール式:
- 日本語 - 音：ダク（漢音）・ニャク（呉音）
- 朝鮮語 - 音：녁(nyeok) 訓：병들어 기댈（byeong deureo gidael、病気にかかり寄りかかる）

## 例字
疒
- 3:疝、4:疫・疥、5:痂・疳・疵・疾・症・疹・疸・疼・疲・病・疱、6:痍・痕・痔・痒、7:痙・痣・痛・痘・痢、8:痾・痰・痺・痲・痳、9:瘦（痩7）・瘋・癒・瘍、10:瘧・瘡、12:癇・癌・癈・瘤・療、13:癖・癒（癒）、14:癡（痴8）、16:癪・癩、17:癬、19:癲